# 퍼디 그로페

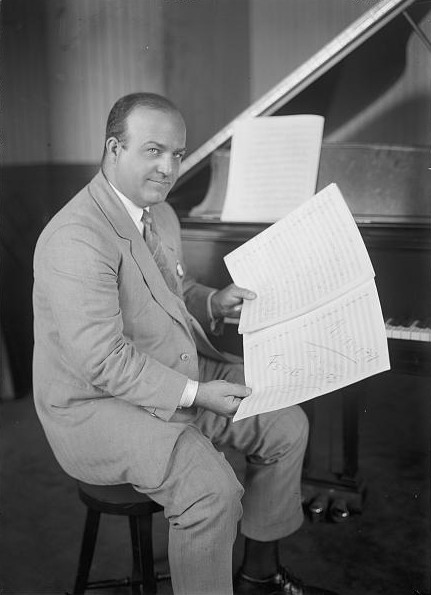
퍼디 그로페

퍼디 그로페(Ferde Grofé, 1892년 3월 27일~1972년 4월 3일)는 미국의 작곡가이자 피아니스트이다. 1920년대와 1930년대에는 Ferdie Grofé라는 철자를 사용했다.
그는 피아노를 비롯해 바이올린, 비올라, 바리톤 호른, 알토 호른, 코넷과 같은 다양한 악기를 능숙하게 연주했으며, 이러한 경력은 그가 편곡과 작곡을 하는 데 도움을 줬다.
1920년 즈음부터 퍼디 그로페는 폴 화이트먼 관현악단에서 재즈 피아노 연주자로 활약했다. 1932년까지 폴 화이트먼의 주편곡자로 일했으며, 수백 개의 음악을 편곡했다. 그 중 조지 거슈윈의 〈랩소디 인 블루〉 편곡은 그에게 명성을 가져다 주었다. 또한 그는 다른 작품인 〈대협곡(大峽谷)〉 모음곡으로도 잘 알려졌다. 사실적인 음악을 특기로 하며, 모음곡 〈미시시피〉, 〈뉴욕 세계박람회〉 등 대중적인 관현악곡으로 인기를 떨쳤다. 줄리아드 학교에서 지휘자이자 교수로 일했으며, 관현악법을 가르쳤다.

## 가족
1892년 뉴욕 시에서 4대에 걸친 음악가 집안에서 퍼디난드 루돌프 폰 그로페(Ferdinand Rudolph von Grofé)라는 이름으로 태어났다. 아버지 에밀 폰 그로페는 바리톤 가수였고, 어머니는 첼로 연주자였다. 교육자이기도 한 어머니는 아들에게 바이올린과 첼로를 가르쳤다. 외할아버지는 메트로폴리탄 오페라 관현악단 첼리스트였고, 외삼촌은 로스앤젤레스 심포니의 바이올린 연주자로 콘서트마스터였다. 독일 라이프치히로 유학을 떠난 이후 1899년 아버지가 세상을 떠났다.
1916년 첫 부인과 결혼했으나, 1928년 헤어지고 이듬해 새 부인을 맞아들였으며, 1952년에는 세 번째 결혼식을 올렸다. 1972년 샌타모니카에서 여든 살의 나이로 사망했다. 잉글우드에 묻혔고, 네 명의 자녀를 남겼다.

## 작품
《대협곡》은 미국의 유명한 국립공원 그랜드 캐년의 절경을 색채적인 음화(音畵)로 묘사한 모음곡. '일출', '빛깔 잃은 사막', '산길에서', '일몰', '호우'의 5악장으로 되어 있는데, 그 중에서도 노새를 타고 산길을 내려오는 '산길에서'가 특히 유명하다.